# Торбеке, Генрих
Андреас Генрих Торбеке (нем. Heinrich Thorbecke; 14 марта 1837, Майнинген — 3 января 1890, Мангейм) — немецкий учёный-ориенталист, специалист в области арабистики, педагог, профессор арабского языка в университетах Гейдельберга и Галле. Доктор философии (1859).

## Биография
Его отец, родители которого вернулись в Германию из Голландии, был основателем табачной фабрики. Учился
в Мангеймском лицее. В молодости обучался арабскому языку и ивриту.
Образование получил в университетах Мюнхена (с 1854) и Лейпцига. Ученик Генриха Леберехта Флейшера.
В 1873 году назначен адъюнкт-профессором Гейдельбергского университета, затем в 1885 году переехал в Галле, где в 1887 году получил звание профессора местного университета.

## Научная деятельность
Преимущественно изучал бедуинскую поэзию и историю арабского языка.

## Избранные труды
- ’Antarah, des vorislamischen Dichters Lehen (Гейдельберг, 1867)
- Al-Harîrî’s Durrat-al-gaw-wâs (Лейпциг, 1871)
- Al-A’schā's Lobgedicht auf Mahammed (Лейпциг, 1875)
- Ibn Duraid’s Kitāb al-malāhin (Гейдельберг, 1882)
- Die Mufad-dali-jāt (1885)
- Mihail Sabbag’s Grammatik der arabischen Umgangssprache in Syrien und Aegypten (Страсбург, 1886).